# Sofijiwka (obwód dniepropetrowski)
Sofijiwka – osiedle typu miejskiego w obwodzie dniepropietrowskim Ukrainy, siedziba władz rejonu sofijiwskiego.

## Historia
Osada założona pomiędzy 1791 a 1796.
Status osiedla typu miejskiego posiada od 1957.
W 1989 liczyła 8848 mieszkańców.